# Holcocephala vittata
Holcocephala vittata là một loài ruồi trong họ Asilidae. Holcocephala vittata được Walker miêu tả năm 1837. Loài này phân bố ở vùng Tân nhiệt đới.